# The Foot Shooting Party
The Foot Shooting Party ist ein US-amerikanischer Kurzfilm von Annette Haywood-Carter aus dem Jahr 1994 mit Leonardo DiCaprio in einer seiner frühen Rollen.

## Handlung
Dem Frontsänger und Songwriter einer Rock-’n’-Roll-Band droht die Einberufung in den Krieg. Um dies zu verhindern, überlegen sich die Bandmitglieder, ihm in den Fuß zu schießen. Darüber bricht allerdings eine heftige Debatte aus.

## Hintergrund
An der Realisierung von The Foot Shooting Party waren die Filmproduktionsgesellschaften New Voice Films und Touchstone Pictures beteiligt.